# Osvaldo Domínguez Dibb
Osvaldo Domínguez Dibb (Assunção, 5 de agosto de 1940 – Assunção, 2 de fevereiro de 2024), também conhecido como ODD e El Tigre, foi um dirigente deportivo, empresário, político e basquetebolista paraguaio. Reconhecido como o dirigente de futebol mais vitorioso da história do Paraguai, devido à sua atuação como presidente do Club Olimpia, que resultou em 21 títulos.

## Biografia
Dibb nasceu na cidade de Assunção em 5 de agosto de 1940, sendo filho de Julio Domínguez e Emilia Dibb. Sua mãe, em particular, foi a pessoa que o incentivou a se tornar torcedor do Olimpia. Em 1952, com a idade de 11 anos, tornou-se associado ao clube e passou a desempenhar a função de gandula, visando evitar o pagamento dos ingressos das partidas.
Teve uma breve carreira como jogador de futebol pelo Sol de América durante sua juventude. No entanto, destacou-se notavelmente como jogador de basquete. Iniciou sua trajetória no Sport Unión, onde se formou dos 13 aos 17 anos. Posteriormente, atuou profissionalmente no Olimpia até o ano de 1969, assumindo subsequentemente o papel de técnico tanto da equipe masculina quanto da feminina do clube.
Em 1976, Dibb assumiu a presidência do Olimpia, função que exerceu por dois períodos: o primeiro, de 1976 a 1990, e o segundo, de 1996 a 2004. Durante suas gestões, o clube experimentou um notável crescimento esportivo, conquistando 14 títulos nacionais e sete internacionais, incluindo uma Copa Intercontinental, três Copas Libertadores, duas Recopas Sul-Americanas e uma Copa Interamericana. Devido a essas conquistas, Dibb tornou-se o dirigente de futebol mais vitorioso do Paraguai.
Em 2002, candidatou-se nas eleições primárias do Partido Colorado para a presidência do Paraguai. No ano seguinte, tornou-se objeto de uma investigação conduzida pela Polícia Federal do Brasil, suspeito de liderar o contrabando de tabaco no contexto da operação Hidra. Em 2020, lançou o livro Memorias de la Gloria, mi vida. Faleceu em 2 de fevereiro de 2024.

## Vida pessoal e empresarial
Dibb obteve êxito como empresário, acumulando uma fortuna durante o período da ditadura de Alfredo Stroessner. Seu irmão, Humberto, inclusive, casou-se com a filha de Stroessner, Graciela. Dentre as realizações dele como empresário, destaca-se a fundação do La Nación em Fernando de la Mora, reconhecido como um dos principais jornais do país.
Em sua vida pessoal, Dibb casou-se com Peggy Wilson-Smith. O casal teve seis filhos, incluindo Alejandro Domínguez, que foi eleito presidente da Confederação Sul-Americana de Futebol em 2016.